# Houaïlou
Houaïlou (en ajië : Waa Wi Lûû) est une commune française de Nouvelle-Calédonie dans la province Nord, sur la côte est, à 234 km de Nouméa, à 45 km de Ponerihouen (nord-ouest), à 55 km de Kouaoua, à 75 km de Poindimié, et à 71 km de Bourail (sud-ouest, côte ouest).
Elle est éponyme de la vallée.
La commune fait partie de l'aire coutumière Ajië-Aro.

## Géographie
La commune est située à environ 3 heures de Nouméa. Pour y accéder, il est possible de passer par le col des Roussettes, une route très sinueuse qui relie Bourail à Houaïlou, de passer par Kouaoua et donc d'arriver par Poro (village qui fait partie de la commune de Houaïlou) ou encore de passer par Ponérihouen au nord.
La vallée de Houaïlou a été, longtemps avant la construction de la route transversale Koné-Tiwaka, l'unique voie de passage pour se rendre de la côte est à la côte ouest par le col des Roussettes.

## Points d'intérêt touristique et patrimonial
À la tribu de Ba (à l'extrémité nord ouest de la commune) : cascade de Ba, temple protestant. 
Il existe aussi de magnifiques sites à Houaïlou tant au bord de mer que dans les vallées et une diversité de paysages, du paysage minier en passant par la forêt humide.
Le barrage de la Néaoua (Né Awa), perchée dans la chaîne de montagnes, produit de l'électricité et alimente la côte Est de Thio à Hienghène.
Autres :
- pétroglyphes, à 19 km en direction de Canala,
- beaux panoramas
- village minier de Poro, à 10 km au sud,
- base nautique, plages,
- randonnées pédestres et équestres,
- accueil chez l'habitant,

## Histoire
- 1849-1895 : désintérêt catholique (mariste) prolongé, par absence de port d'abord,
- 1856 (mars) : meurtre et manducation de 6 chercheurs d'or venus de Canala
- 1856 (juillet) : expédition punitive par le capitaine de frégate Le Bris,
- 1867 : Les colons présents à Houaïlou se réfugient à Canala, du fait de guerres kanak,
- 1878 : grande révolte kanak de 1878, chef Dimagué, chef de guerre Peuh-Peuh, participation prévue, puis retournement, auxiliaires des Français, même avec l'accueil des résistants de Poya,
- 1884 ou 1888 : le pasteur Mathaïa ou Maphaia est le premier pasteur répertorié (précurseur loyaltien ouvéen) à débarquer à Haouaïlou, avec 13 natas, évangélistes indigènes (le catéchumène kanak), formés à Lifou. Parcours : Ouassé (Nakéty), Poro, Paraouyé. L'administration coloniale cantonne l'évangélisation aux seules îles Loyauté : blocages administratifs, dénonciations, expulsions.
- 1889  : création de quatre léproseries, dont Cap Bocage, à Houaïlou,
- 1890 (?) :  le nata Haxen, originaire de Lifou, anime le poste missionnaire de Bâ[3].
- 1894 (?) : Ounou, natif de Nindhia, baptisé à l'île des Pins, résidant à Nouméa, propose à sa famille restée en tribu de se convertir,
- 1895 : le chef de mission mariste envoie le père Hily et le catéchiste Léopold à Houaïlou en mars,
- 1896 : seconde visite du père Hily (retard dû à un projet administratif de colonisation),
- 1897 : fondation définitive de l'implantation mariste à Houaïlou (Moémo),
- 1897-1898 : guerre religieuse larvée : protestants, maristes, chef coutumier Mindia (Mèèja Néjâ 1825-1904, et Mèèja Néjâ jeune, 1856-1921), administration coloniale, colons libres, transportés,
- 1898̠-1902 : cohabitation difficile, problème foncier, semi-disgrâce du chef Mindia, pasteur Langereau, pasteur Delord, premiers efforts des natas, poussée anti-catholique, pro-protestante, pro-anglaise, donc anti-française...
- 1900 : conférence de Gondé, 25 km à l'ouest, les 15-20 septembre, de tous les natas (indigènes loyaltiens) de la Grande-Terre[4],
- 1901 : seconde conférence de Gondé (Go Mö Dè), appel à la nomination d'un missionnaire blanc,
- 1902, Maurice Leenhardt est nommé pasteur en Nouvelle-Calédonie. Dans la vallée de Houaïlou, il fonde la mission de « Dö nèvâ ». Ne se limitant pas à son rôle de pasteur, il s'attache à comprendre  la mentalité du peuple Kanak et lutte contre les fléaux qui le déciment (alcool, maladies, impossibilité d'accès aux soins ou à l'éducation), du fait notamment de la colonisation. Les travaux de Maurice Leenhardt sont considérables pour l'étude ethnologique des Kanak et la défense de leurs intérêts.
- 1911 : le recensement donne une population de 2771 (384 éléments libres, 217 éléments pénals, 130 immigrants réglementés, 2042 indigènes des tribus),
- 1912 : mise en place ds quatre grandes chefferies, Neouyo (Mindia Mèèjâ Néjâ), Waraï (Mandaoue), Nndien (Casimir Nötuö Bwéwa), Boréaré (Paul Wéma Nirikani), puis des petits chefs,
- 1912 : la peste touche la commune,
- 1914-1918 : Première Guerre mondiale,
- 1917 : révolte kanak de 1917,
- 1939-1945 : Seconde Guerre mondiale,
- 1945-1954 : réforme administrative, mobilisation protestante, AICLF & UICALO,
- 1912 :  création de la coopérative de Nédivâ,
- 1955-1956 : voyants, sorciers,
- 1957-1960 : scissions (Église protestante, Union Calédonienne),
- 1984-1988 : les événements,
- 2002-2012 : cadastre coutumier, collecte du patrimoine culturel,
- 2016 Le 22 novembre 2016 en pleine nuit, de très fortes pluies occasionnent des glissements de terrain et des inondations dans les tribus de Gouareu et Ouakaya avec plusieurs morts et disparus [5].

## Économie
Houaïlou est réputée pour ses letchis qu'elle produit en abondance, et Fête du letchi qui a lieu tous les ans en décembre. Le letchi avait été introduit par le colon réunionnais Jolimont Kabar. Il est d'ailleurs possible de visiter le plus vieux pieds de letchi à Waraï.
La municipalité de Houaïlou se fait une volonté de développer le tourisme dans sa région. Les quelques infrastructures touristiques sont pourtant délabrées. Cependant, on peut camper dans les tribus de Kaora et de Kua situés en bord de mer.
L'économie locale est centrée exclusivement sur la production de minerai, avec deux mines importantes dans le secteur, la mine de Maï à Poro et les mines Ballande à Bâ. 
Un centre de formation aux métiers des mines fonctionne à Poro, centre de formation aux techniques de la mine et des carrières CFTMC. 
La piste d'atterrissage, construite par les Américains pendant la guerre du Pacifique, près du littoral, est désaffectée, et parfois utilisée pour des courses de karting.

## Les tribus
La commune fait partie de l'aire coutumière Ajië-Aro. Elle se subdivise en cinq districts coutumiers composés de 33 tribus.
| Districts coutumiers | Tribus                                                                |
| -------------------- | --------------------------------------------------------------------- |
| Néouyo               | Néouyo, Paraouyé, Gouareu, Kapoué, Oukaya, Néaoua, Kamoui, Néwa, Kua  |
| Haut Nindiah         | Oingo, Nessakoéa, Médaouya, Gondé, Nérin                              |
| Bas Nindiah          | Nédivin, Boéareu, Ouessouin, Méareu, Mé, Gouaraoui, Nindiah, Roibahon |
| Waraï                | Ba, Kaora, Meomo, Neya, Nekoue, Thu, Nédiouen, Néaria,                |
| Boréraré             | Boréaré, Karagreu, Coula                                              |

Les tribus se répartissent le long de la vallée ou sur le littoral, autour du village éponyme, centre administratif de la commune. 
La langue kanak parlée à Houaïlou est l'ajië, langue que Maurice Leenhardt, qui a vécu de nombreuses années dans la vallée à Do Néva, a décrite au début du XXe siècle, et dans laquelle, aidé de ses catéchumènes kanaks, il a traduit la Bible.

## Administration
| Période                                  | Période  | Identité              | Étiquette          | Qualité |
| ---------------------------------------- | -------- | --------------------- | ------------------ | ------- |
| Les données manquantes sont à compléter. |          |                       |                    |         |
| 1961                                     | 1967     | Denis Rousseau        | Union calédonienne |         |
| 1967                                     | 1971     | Paul Malignon         | AC puis UD         |         |
| 1971                                     | 1977     | Auguste Parawi-Reybas | UD puis EDS        |         |
| 1977                                     | 1983     | Alfred Wema           | UC puis FI-UC      |         |
| 1983                                     | 1989     | Éloi Boehe            | FI puis FLNKS-UC   |         |
| 1989                                     | 1995     | Michel Euribeari      | FLNKS-UC           |         |
| 1995                                     | 2001     | Ruffin Boehe          | Entente communale  |         |
| 2001                                     | 2008     | Lionel Weiri          | FLNKS-UNI-Palika   |         |
| 2008                                     | 2014     | Valentine Eurisouké   | FLNKS-UNI-Palika   |         |
| 2014                                     | En cours | Pascal Sawa           | FLNKS-UC           |         |

## Démographie
L'évolution du nombre d'habitants est connue à travers les recensements de la population effectués dans la commune depuis 1956. À partir de 2006, les populations légales des communes sont publiées annuellement par l'Insee, mais la loi relative à la démocratie de proximité du 27 février 2002 a, dans ses articles consacrés au recensement de la population, instauré des recensements de la population tous les cinq ans en Nouvelle-Calédonie, en Polynésie française, à Mayotte et dans les îles Wallis-et-Futuna, ce qui n’était pas le cas auparavant. Ce recensement se fait en liaison avec l'Institut de la statistique et des études économiques (ISEE), institut de la statistique de la Nouvelle-Calédonie. Pour la commune, le premier recensement exhaustif entrant dans le cadre du nouveau dispositif a été réalisé en 2004, les précédents recensements ont eu lieu en 1996, 1989, 1983, 1976, 1969, 1963 et 1956.
En 2019, la commune comptait 3 955 habitants, en diminution de 6,72 % par rapport à 2014 (Nouvelle-Calédonie : +0,98 %).
| 1956  | 1963  | 1969  | 1976  | 1983  | 1989  | 1996  | 2004  | 2009  |
| ----- | ----- | ----- | ----- | ----- | ----- | ----- | ----- | ----- |
| 2 241 | 2 808 | 3 475 | 3 853 | 3 995 | 3 671 | 4 332 | 4 537 | 3 945 |

| 2014  | 2019  | - | - | - | - | - | - | - |
| ----- | ----- | - | - | - | - | - | - | - |
| 4 240 | 3 955 | - | - | - | - | - | - | - |

## Culture locale et patrimoine

### Lieux et monuments
- Chapelle de Néouyo.
- Église de Nindiah.

- Temple protestant de Houaïlou.

Houaïlou compte 
- quatre supérettes dont le LBK (Libre service Kuter) et le Bweevara  (anciennement Kavirhovo),
- une pharmacie,
- une boulangerie,
- un dispensaire,
- une brigade de gendarmerie composée d'un contingent de gendarmes mobiles,
- une caserne de pompiers (au-dessus du lotissement du pont et du dock municipal),
- un monument aux morts dédié aux combattants des deux grandes guerres, au milieu du village.
- plusieurs établissements scolaires : collège et lycée agricole de Do Neva, collège de Wani, école catholique de Nindhia, et plusieurs écoles en tribu,

- marché matinal : mardi et vendredi, bihebdomadaire à Poro, et quotidien à Coula,
- grand marché annuel à Bâ,
- fête du letchi : organisée au mois de décembre, pendant la saison chaude, la fête accueille en général entre 1000 et 2500 visiteurs. De nombreux letchis frais et produits dérivés sont vendus, ainsi que de nombreux produits d'artisanat.

## Personnalités
- tribu de Waraï :
- chefferie Néjâ : Apupia Néjâ
  - Kakou, Bwéxa, Némwâno, Maxéwé, Ai, Wanga, Kayövimwâ, Jëmaxë, Katèi, Varui, Tumémwa, Mèèjâ (Mindia), Apupia,
  - Auguste Parawi-Reybas (1918-1995), Calédonie sur parole (Henri Perron, 1998),
- chefferie Népörö : Kaku, Parö, Mwâciri, Ika (soumission en 1864), Béra, Kavo, Janu, Kaku,

- Chef Dalicouys,
- Maurice Nénou
- Johannes Wahono
- Delin Wéma, éphémère ministre de l'éducation,
- Victorin Boewa, quatrième maire du Le Mont-Dore (Nouvelle-Calédonie) de 1983 à 1987,

## Sud: repères axe nord-sud,RPN3entre Kouaoua et Houaïlou
- commune de Canala
- commune de Kouaoua (Kaa Wi Paa)
  - vallée de la Koua,
  - vallée de la Kaviju,
  - vallée de la Kouaoua,
  - rive droite : agglomération de Kouaoua,
  - vallée de la Kaviju,
  - vers Né-Awa,
  - Koh, vers le col d'Amieu,
  - col de Poro, RPN5,
- commune de Houaïlou (Waa Wi Luu)
  - route de Kamoui,
  - cap des Trois Sapins,
  - Poro, ancienne mine de nickel, port minéralier, rond-point, mine actuelle CFTMC,
  - pont sur la Néaoua (Né Waa), route RM19, Détourné de Paraoué,
  - route vers Néaoua (Né Waa), Kamoui, Ouakaya,
  - route vers Ouakaya, à l'intérieur,
  - vallée de la Kaoua,
  - campement Pentecoste,
  - entre les deux vallées : agglomération de Houaïlou, gendarmerie, église, centre administratif, marché, Méré,
  - vallée de la Houaïlou, rive droite,
    - RT3, Doneva, Ninidian, Nédivin, Bwenave, Gonde (rive gauche), Gondou (Godu), vers Boaré et Coula, vers Nérin et Poya, col des Roussettes,

  - vallée de la Houaïlou, vers la mer : Koua,
  - pont sur la (H)ouaïlou,
  - Nediouen,
  - Nekoue,
  - Méomo,
- commune de Ponérihouen

## Nord: repères axe nord-sud,RT3, de Houaïlou à Ponerihouen
- commune de Kouaoua (Kaa Wi Paa)
- commune de Houaïlou (Waa Wi Luu),
  - rivière Haouaïlou, pont,
  - bifurcation vers Bourail, par Doneva, Ninidian, Nédivin, Bwenave, Kouya, Cingo, Médaouya, Gondé, Coula, Boréaré, Godu, Karagreu, col des Roussettes...
  - Nédiouen, plage, ancien aérodrome, Néâria,
  - ouest, vers Thu (Tùù) ,
  - Nékoué (Né Kwé),
  - Méomo, Neya, Kaora (Kau'aa),
  - baie Lebris, plage, vers le cap Bocage, mines, île Agué,
  - Bâ, église,
  - pont sur la Bwééyouu,
  - courte route RM16 vers la cascade de Baa (Bwa),
  - route Salaun, mine, embarcadère,
  - pont sur la Hô,
  - route de la baie Ugué, plage,
  - col de Hô,
- commune de Ponérihouen (Pwäräiriwâ)
  - vallée de la Néavin, vers Neavin,
  - Monéo, église, terminal minéralier, îlots d'Harcourt,
    - vallée de la Monéo, vers Po, rive droite, pont, rive gauche,

  - plage de Wémoru, cocoteraie,
  - Mou, baie, plage, 
    - vallée de l'Urupomeu, pont,

  - cocoteraie,
  - route de l'ex-propriété Boullanger,
  - route de Goyéta, RM6,
  - vallée, Ponérihouen, gendarmerie, dispensaire,
    - rive droite, vers Grondu, Grochain, Saint-Yves, Napwepa (Nébouéba),
    - pont métallique,
    - rive gauche, vers Téouta, Gozetta, Goa,

  - vallées de la Tchamba et de l'Eewe,
- commune de Poindimié (Pwäräiriwâ)